# Стрыгино
Стрыгино — деревня в Рузском районе Московской области, входящая в сельское поселение Колюбакинское. Население 6 человек на 2006 год. До 2006 года Стрыгино входило в состав Барынинского сельского округа
Деревня расположена в восточной части района, примерно в 12 километрах на северо-восток от Рузы, на правом берегу запруженной реки Переволочня (левый приток Озерны), высота центра над уровнем моря 215 м. Ближайшие населённые пункты — Аннино на другом берегу реки и Петряиха — в 1,5 км на север.